# Sundacypha
Sundacypha is een geslacht van libellen (Odonata) uit de familie van de Chlorocyphidae (Juweeljuffers).

## Soorten
Sundacypha omvat 2 soorten:
- Sundacypha petiolata (Selys, 1859)
- Sundacypha striata Orr, 1999